# 우르호 니실래
우르호 니실래(핀란드어: Urho Nissilä, 1996년 4월 4일~)는 핀란드의 축구 선수로 포지션은 미드필더이다. 현재 쿠오피온 팔로세우라 소속으로 뒤고 있으며 과거 K리그1의 수원 FC 소속으로 활동했다. 그는 역대 두 번째 K리그의 핀란드 선수로 유카 코스키넨 이후 23년만에 K리그에서 뛴 축구 선수이다.